# Historia de los judíos en Albania
Después de la caída del comunismo, en 1991, casi todos los judíos de Albania fueron transportados a Israel y se establecieron principalmente en Tel Aviv, durante la Segunda Guerra Mundial familias albanesas ayudaron a proteger a la comunidad.De un total de 
2,402,113 habitantes residentes en el territorio de la República según los datos del último censo publicado en 2024 solo unos 12 se consideraban judíos étnicos y otras 8 personas como judíos por religión.
 
Existe aún una sinagoga en Vlorë, pero no está en uso.